# Zero 7
Zero 7 ist der Bandname des britischen Ambient-Duos Henry Binns und Sam Hardaker. Berühmt wurde das Duo anfangs durch Remixe bekannter Bands wie beispielsweise Radiohead. Ihr Debütalbum Simple Things verkaufte sich 2001 weltweit über eine Million Mal und bescherte ihnen Vergleiche mit der französischen Band Air. Das Magazin Muzik zeichnete Zero 7 anschließend als Best Newcomer aus.

## Werdegang
Zero 7 arbeitete mit vielen bekannten Künstlern zusammen, wie zum Beispiel Mozez, Tina Dico oder Sophie Barker, auf dem 2006 erschienenen Album The Garden mit Sia Furler und José González sowie auf Yeah Ghost mit Eska Mtungwazi. The Garden wurde für einen Grammy in der Kategorie Best Electronic/Dance Album, neben Größen wie Madonna und den Pet Shop Boys, nominiert.
Mehrere ihrer Songs kommen in Soundtracks von Filmen und Fernsehserien vor: Give it away in CSI: Den Tätern auf der Spur, Distractions in Six Feet Under – Gestorben wird immer, In the Waiting Line in Garden State, Dr. House und Sex and the City sowie Destiny in Blue Crush, Liebe auf Umwegen und Roswell. Dieser Song wurde auch im Internetauftritt von Lacoste verwendet.

## Diskografie

### Demos
- EP 1 (1999)
- EP 2 (2001)
- EP 3 (2015)

### Alben
- Simple Things (2001)
- Another Late Night: Zero 7 (2002)
- Simple Things Remixes (2003)
- When It Falls (2004)
- The Garden (2006)
- Yeah Ghost (2009)
- Record (2010)

### Singles
- Destiny (2001)
- In the Waiting Line (2001)
- I Have Seen (2001)
- Distractions (2002)
- Home (2003)
- In Time (2004)
- Somersault (2004)
- Futures (2006)
- Throw It All Away (2006)
- You’re My Flame (2006)
- Everything Up (Zizou) (2009)
- Medicine Man (2009)
- On My Own (2013)
- Simple Science (2014)
- Swimmers (2019)